# 北海道職業能力開発大学校
北海道職業能力開発大学校（ほっかいどうしょくぎょうのうりょくかいはつだいがっこう）は、北海道小樽市銭函3-190にある職業能力開発大学校。独立行政法人高齢・障害・求職者雇用支援機構が運営している。愛称は『北海道ポリテクカレッジ』、略称は『北海道能開大』。工業系の授業が実施されている。

## 沿革
- 1986年　北海道総合職業訓練校を改組する形で、北海道職業訓練短期大学校として開校。生産機械科、金属成形科、自動車科、電気科、電子科、印刷技術科及び室内造形科の6学科を各科定員20名として置く。施設は北海道総合職業訓練校の既存校舎を増改築した他、D棟(管理棟)、G棟(電子情報系実験棟)、体育館が新設された。また、校舎東側に新たに土地を取得し、グラウンドの設置と新寮（二代目大浜寮）の建設を行った[1]。
- 1986年12月　新寮が竣工[1]。
- 1987年　ミニコンピュータを主機とし、パーソナルコンピュータを専用端末としたシステムが導入された[1]。
- 1989年4月　産業政策の変化により、基礎科目の充実と情報化を意識した学科再編が行われ、2年次から2つの専攻コースに別れるという制度が導入された。学科は生産技術科、エネルギー機械科、制御技術科、電子技術科、情報処理科、応用情報処理科及び住居環境科の7学科とされた。また、総合職業訓練校時代の能開課程が廃止された[1]。
- 1989年6月　情報系学科の拡大と共に「大型汎用計算機システムの導入とその建物」が予算され、F棟が6月に竣工[2]。専用情報端末演習室や、CADシステム端末室が設置された。また、半導体クリーンルームがG棟に設置され、電子顕微鏡やX線解析装置などの物性材料関係分析装置が導入された[3][1]。
- 1992年　1991年、それまで独自であった各職訓短大校のカリキュラムのうち、8割程度を全国統一の内容とする方針が打ち出され、1992年に学科再編し、生産技術科、産業機械科、制御技術科、電子技術科、情報処理科、情報技術科及び建築科の7学科とした。従来の情報学科は情報技術科がプログラムの論理的思考を、情報技術科が電子を含めたハードウェア的思考をベースとして差別化された。これにより、専攻コース分け制度は廃止された。また、完全週休二日制の導入に伴って土曜授業が無くなり、履修単位数は178単位から156単位まで減少した[4][1]。
- 1993年　北海道職業能力開発短期大学校に改称[1]。
- 2000年　90年代後半から、大学全入時代に対応するために、運営母体である雇用・能力開発機構が一部の短大校を4年制の大学校とする方針を定めた。これに合わせて、2+2年の変則型4年制として大学校化し、現校名に改称。後期の2年分を応用課程とし、生産機械システム技術科、生産情報システム技術科、生産電子システム技術科、建築施工システム技術科を新設した他、応用課程の追加に伴う実験実習環境整備のためにJ棟の建築、G棟2階とL棟の増改築が行われた。また、これに合わせて機械・電子・情報・建築の4分野にスリム化するとし、情報処理科と産業機械科が廃止され、前期2年分の専門課程は5学科編成として再編された[1]。
- 2000年7月　J棟が竣工[1]。
- 2005年　K棟が竣工。これに伴い、北海道総合職業訓練校時代から使われていた、工場のような片屋根型の実験実習棟は無くなった[5][1]。
- 2009年　電子技術科と情報技術科が廃統合され、電子情報技術科として設置された[6]。また、この2009年度から入学金の徴収が始まった他、授業料が2倍近くまで引き上げられた[1]。
- 2012年　専門課程の制御技術科の廃止と共に、電気エネルギー制御技術科が設置された[1]。
- 2014年　応用課程の生産情報システム技術科と生産電子システム技術科を廃統合し、生産電子情報システム技術科として設置。また、応用課程に生産電気システム技術科が設置された[1]。

## 訓練科

### 専門課程
機械システム系
- 生産技術科

電気・電子システム系
- 電気エネルギー制御科

電子情報制御システム系
- 電子情報技術科

居住システム系
- 建築科

（注）平成21年度より入学金（入校料）169,200円が必要。

### 応用課程
生産システム技術系
- 生産機械システム技術科
- 生産電気システム技術科
- 生産電子情報システム技術科

居住・建築システム技術系
- 建築施工システム技術科

（注）平成21年度より入学金112,800円が必要。

## 在職者訓練
2009年4月現在、在職者訓練として、ものづくり分野の能力開発セミナー（高度職業訓練の専門短期課程）を実施している。

## 備考
- 本校専門課程および応用課程の訓練生は、学生とみなされ、学割や通学定期券などの恩恵を受けることができる。
- 同窓会組織として、銭函はまなす会がある。